# Gnophos retrusata
Gnophos retrusata är en fjärilsart som beskrevs av Nitsche 1926. Gnophos retrusata ingår i släktet Gnophos och familjen mätare. Inga underarter finns listade i Catalogue of Life.